# 2006年全國體育大會公開水域游泳比賽
全國第三屆體育大會公開水域游泳項目為期兩天，於5月27日至5月28日的蘇州太湖明珠度假村浴場進行，設男子2000米、女子2000米、男子5000米和女子5000米，4個小項，是三體會中唯一一項的奧運項目（該項目於2008年的北京奧運首度舉行）。

## 獎牌分佈情況

### 女子2000米
| 獎牌 | 運動員         | 時間     |
| 金牌 | 李虹（雲南）   | 24:34.99 |
| 銀牌 | 宓夢齊（北京） | 24:36.63 |
| 銅牌 | 潘璐（山東）   | 24:47.52 |

### 男子2000米
| 獎牌 | 運動員         | 時間     |
| 金牌 | 劉維佳（遼寧） | 23:15.47 |
| 銀牌 | 張智濤（上海） | 23:50.39 |
| 銅牌 | 左子齊（安徽） | 23:51.76 |

### 女子5000米
| 獎牌 | 運動員         | 時間       |
| 金牌 | 李虹（雲南）   | 1:02:21.08 |
| 銀牌 | 龔文艷（上海） | 1:02:36.59 |
| 銅牌 | 馬薇（河北）   | 1:02:38.75 |

### 男子5000米
| 獎牌 | 運動員         | 時間     |
| 金牌 | 張智濤（上海） | 59:20.25 |
| 銀牌 | 孫黎（解放軍） | 59:22.46 |
| 銅牌 | 劉維佳（遼寧） | 59:22.75 |